# Kitajbela
Kitajbela (Kitaibela) – rodzaj roślin z rodziny ślazowatych. Obejmuje dwa gatunki. Kitajbela winoroślowata Kitaibela vitifolia występuje w stanie dzikim w krajach byłej Jugosławii – od południowo-wschodniej Chorwacji po Kosowo i Macedonię, a K. balansae w zachodniej Turcji. Rośliny rosną w miejscach słonecznych, na glebach żyznych, przepuszczalnych i lekko wilgotnych. Uprawiane są jako rośliny ozdobne.

## Morfologia

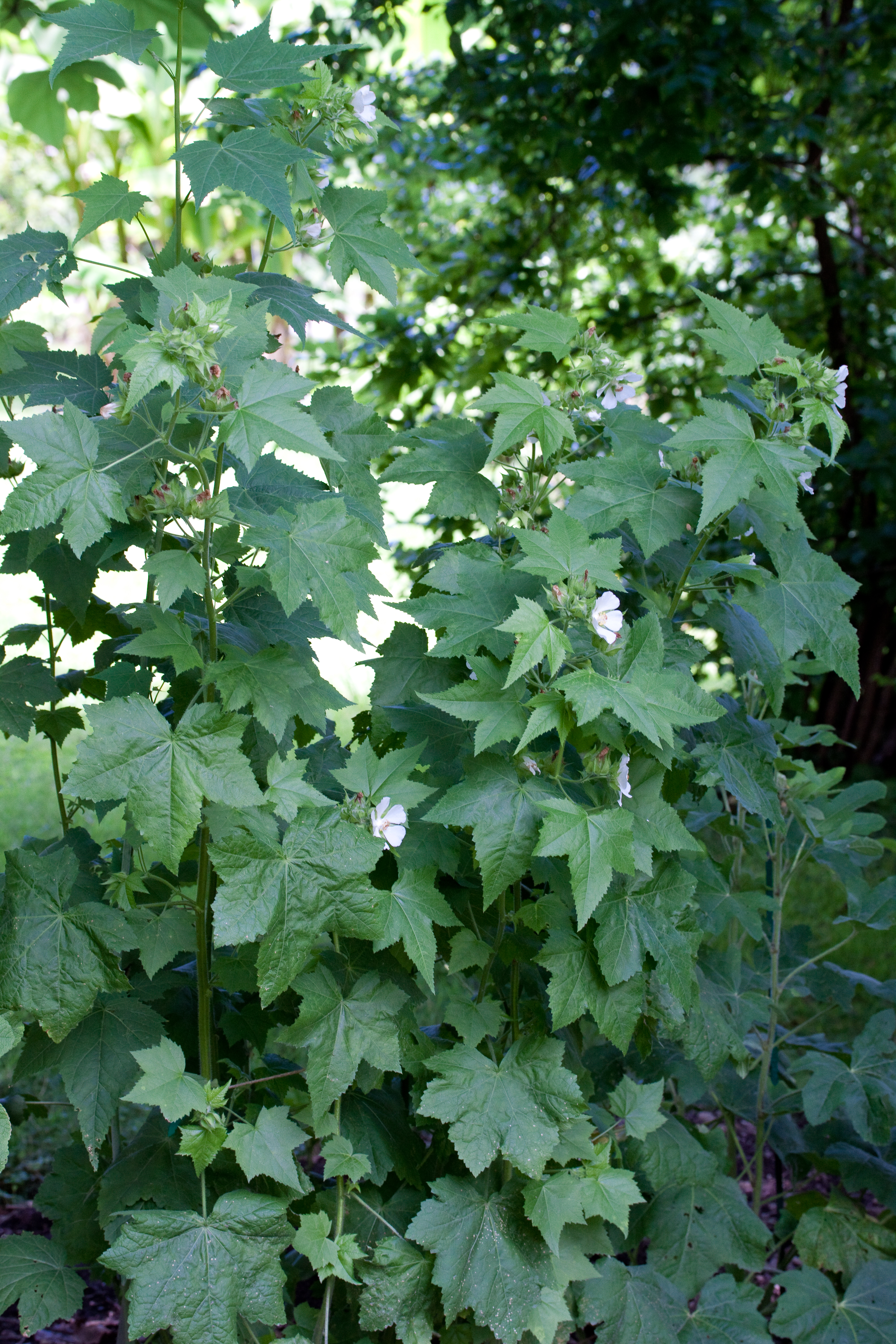
Pokrój kitajbeli winoroślowatej

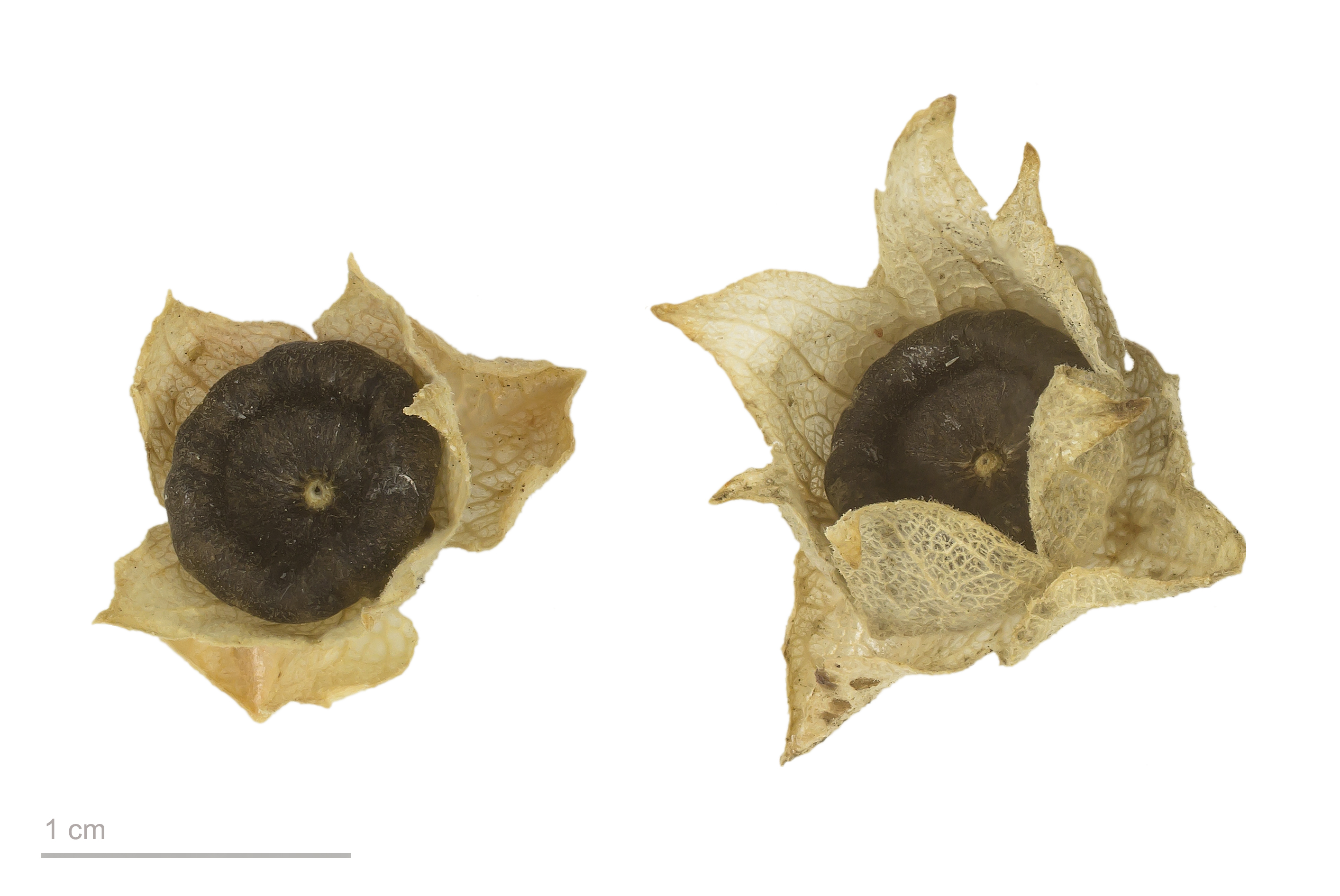
Owoce kitajbeli winoroślowatej

PokrójByliny o grubych, owłosionych łodygach, osiągające do 3 m wysokości.
LiścieSkrętoległe. Blaszka liściowa w zaokrąglona do trójkątnej, klapowana (do 5-7 klap) lub nie. Liście zwykle szorstko, kłująco owłosione.
KwiatyWyrastają pojedynczo lub w zebrane po 2–4 w wierzchotki w kątach liści i na szczycie pędu. Pod kwiatem obecny jest kieliszek z 6–9 listków zrośniętych u nasady. Działek kielicha jest 5 i są one także zrośnięte u nasady. Pięć płatków korony ma barwę białą, bladoróżową lub czerwoną. Płatki na szczycie zwykle wcięte. Pręciki są liczne, z nitkami zrośniętymi w kolumnę otaczającą słupkowie. Zalążnia górna, utworzona z wielu owocolistków z licznymi szyjkami słupków zrośniętych w kolumnę w dolnej części.
OwoceRozłupnie złożona z pięciu okółków jednonasiennych i pękających rozłupek, ciemnobrązowych i owłosionych.

## Systematyka
Pozycja systematyczna według APG IV (2016)
Rodzaj z rodziny ślazowatych z rzędu ślazowców, należących do kladu różowych w obrębie okrytonasiennych. W obrębie rodziny należy do podrodziny Malvoideae, plemienia  Malveae i podplemienia Malvinae
Wykaz gatunków
- Kitaibela vitifolia Willd. – kitajbela winoroślowata[5]
- Kitaibela balansae Boiss.

## Zastosowanie
Rośliny ozdobne zalecane do ogrodów naturalistycznych i na rabaty bylinowe. Rozmnażane są z nasion wiosną lub jesienią lub przez podział jesienią.